# Ammina ossidasi (contenente rame)
La ammina ossidasi (contenente rame) è un enzima appartenente alla classe delle ossidoreduttasi, che catalizza la seguente reazione:
RCH2NH2 + H2O + O2 ⇄ RCHO + NH3 + H2O2
Si tratta di un gruppo di enzimi in grado di ossidare istamina, monoammine e diammine primarie. Si tratta di chinoproteine contenenti rame. Anche una forma della orotato reduttasi (NADPH) (proveniente da rene di Rattus norvegicus) è in grado di catalizzare la reazione.
La diamminossidasi (DAO) è prodotta dal nostro organismo e si trova principalmente nel duodeno e in misura nettamente minore nel fegato e a livello renale. La diaminossidasi è continuamente prodotta e riversata nel lume intestinale, questo permette ad un organismo sano di eliminare, a livello duodenale, l'istamina contenuta negli alimenti. L'attività dell'enzima DAO è promossa da cofattori, quali vitamina B6, rame, zinco, vitamina C. È inibita da alcool, diversi farmaci, l'alterazione degli enterociti nel tratto gastro-intestinale.